# يوليوس أويتنج

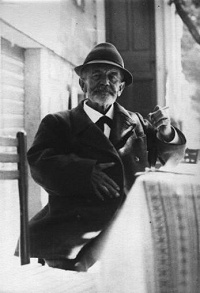
يوليوس أويتنغ،(عام 1912)

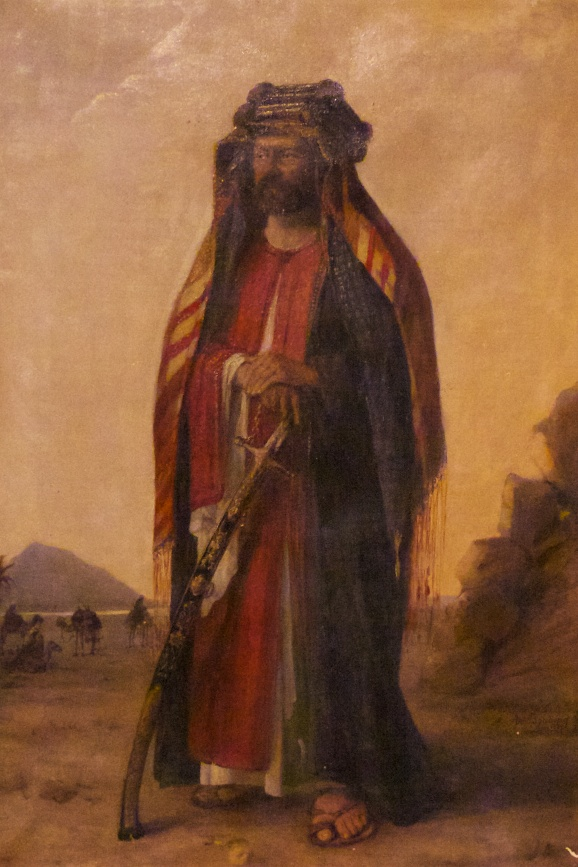
يوليوس أويتنغ في زي بدوي، (اللوحة بواسطة انطوني بوبينغ، 1886)

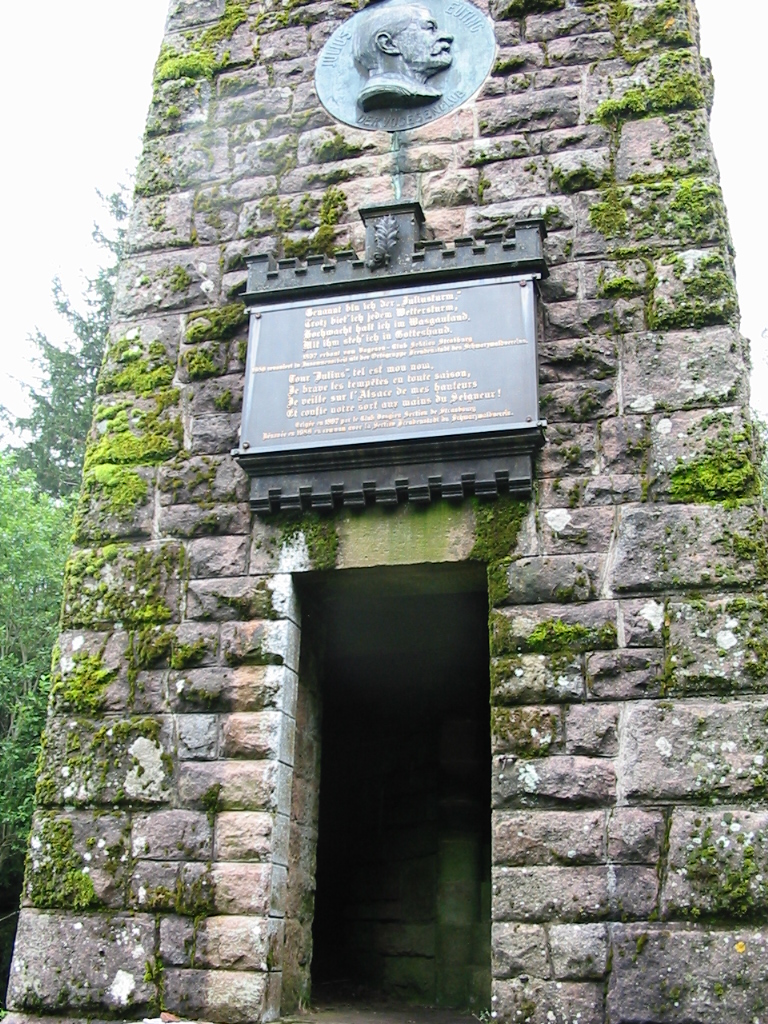
برج يوليوس

يوليوس أويتنج (بالألمانية: Julius Euting) (ولد 11 يوليو 1839 في شتوتغارت، توفي 2 يناير 1913 في ستراسبورغ) مستشرق ومستكشف ورسام ألماني كان لعدة سنوات مديرا في مكتبة جامعة ستراسبورغ، ثم في مركز الأبحاث الشرقية. زار منطقة حائل (في السعودية حالياً) عام 1883م.

## حياته
بعد زيارته لمدرسة ايبرهارد لودوجز في شتوتغارت وحضوره ندرة دراسية في بلاوبويغن، بدأ أويتنج دراسته للاهوت واللغات الشرقية 1857-1861م في توبنغن. في عام 1862م حصل على الدكتوراه في ترجمة و تفسير بعض السور من القرآن الكريم. وبعد انتهاء الحرب الفرنسية البروسية في عام 1871، حصل على وظيفة أمين مكتبة جامعة في ستراسبورغ. في عام 1880م عين أستاذاً فخرياً في القيصر فيلهلم - جامعة ستراسبورغ. تم تعيينه في عام 1900م مديراً لمكتبة الجامعة والولاية ستراسبورغ.
قام أويتنج بعدة رحلات إستكشافية في منطقة البحر الأبيض المتوسط بأكمله زار فيها صقلية، تونس، سوريا، سينا مصر، والبتراء. قام بين عامي 1883-1884م برحلة بحثية كبيرة مع تشارلز هوبر داخل الصحراء العربية (حوالي 2300كم على الحصان والجمل) لدراسة وتسجيل الآثار ونقوش ما قبل الإسلام. قام بعبور صحراء النفود الكبير وتنقل بين حائل، الجوف، تيماء، والحجاز. سجل في مدوناته حوالي 900 نقش آرامي، نبطي، سبئي، ولحياني. نسخ العديد من الخرائط لجولاته ورسوم كثيرة للقرى والهجر والشخصيات التي قابلها و كتب عن حياه الناس في هذه المناطق. تعتبر «يوميات رحلة إلى داخل العربية» ( المجلد الأول في عام 1896 ، المجلد الثاني 1914) هي أهم مؤلفاته والتي جعلته يُعرف جيداً.
بناء على طلبه، دفن على رأس بحيرة في الغابة السوداء في بادن فورتمبيرغ جنوب غرب ألمانيا، حيث لا يزال من الممكن زيارة قبره اليوم. في كل عام في عيد ميلاده، وفقاً لوصية أويتنج، تقدم القهوة العربية على الطريقة البدوية للزوار.

## أعماله
- Katalog der Kaiserlichen Universitäts- und Landesbibliothek in Strassburg: Arabische Literatur. Strassburg 1877. (online)
- Nabatäische Inschriften aus Arabien. Berlin 1885. (online)
- Sinaïtische Inschriften. Berlin 1891. (online)
- Tagbuch einer Reise in Inner-Arabien. Band 1, Leiden 1896; Band 2, herausgegeben von Enno Littmann, Leiden 1914 [Reprints u.a. Hildesheim 2004 ISBN 3-487-12616-8]

## مؤلفاته
- Enno Littmann (1959), "Euting, Julius", Neue Deutsche Biographie (NDB) (بالألمانية), Berlin: Duncker & Humblot, vol. 4, pp. 690–690{{استشهاد}}:  صيانة الاستشهاد: postscript (link) صيانة الاستشهاد: ref duplicates default (link)

 (full text online)
- [C. J. Lyall: Julius Euting, in: Journal of the Royal Asiatic Society of Great Britain and Ireland, April 1913, S. 505-510.